# 格德勒區

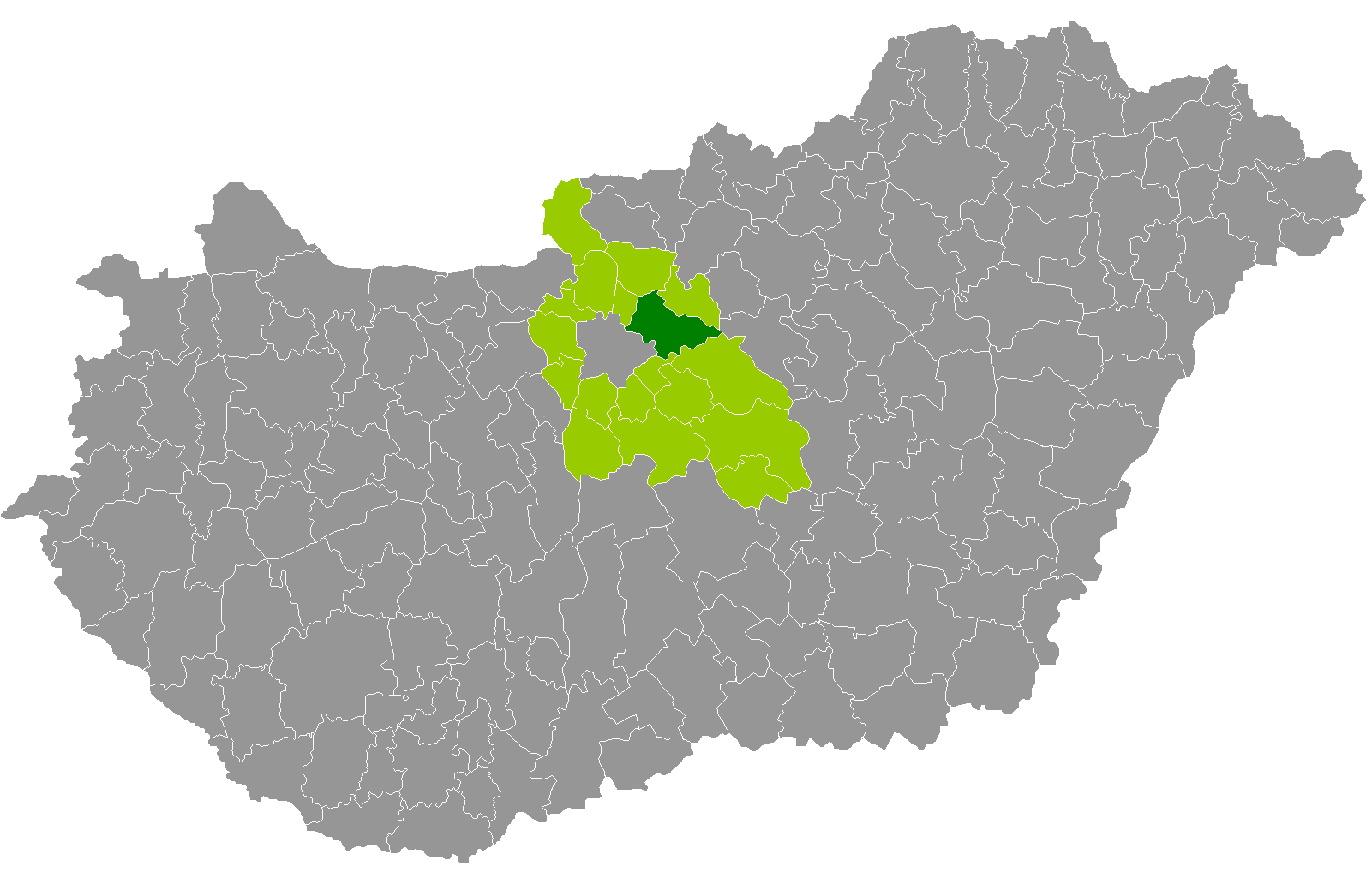

47°36′00″N 19°22′00″E / 47.6000°N 19.3667°E
格德勒區（匈牙利語：Gödöllői járás），是匈牙利佩斯州的一個區，位於該國北部，区府設於格德勒，面積450平方公里，2011年人口139,826，人口密度每平方公里311人。

## 市镇
格德勒區包含6个城镇、4个大村和5个村庄。